# Куйбышево (Ленинский район)
Ку́йбышево (до 1948 года Кара́ч; укр. Куйбишеве, крымскотат. Qaraç, Къарач) — исчезнувшее село в Ленинском районе Республики Крым, располагавшееся на западе района, в верховьях малововодной балки Али-Бай, примерно в 4,5 км к югу от современного села Луговое.

## История
Первое документальное упоминание села встречается в Камеральном Описании Крыма… 1784 года, судя по которому, в последний период Крымского ханства Карачь входил в Арабатский кадылык Кефинского каймаканства. После присоединения Крыма к России (8) 19 апреля 1783 года, (8) 19 февраля 1784 года, именным указом Екатерины II сенату, на территории бывшего Крымского Ханства была образована Таврическая область и деревня была приписана к Левкопольскому, а после ликвидации в 1787 году Левкопольского — к Феодосийскому уезду Таврической области. После Павловских реформ, с 1796 по 1802 год, входила в Акмечетский уезд Новороссийской губернии. По новому административному делению, после создания 8 (20) октября 1802 года Таврической губернии, Карач был включён в состав Парпачской волости Феодосийского уезда.
По Ведомости о числе селений, названиях оных, в них дворов… состоящих в Феодосийском уезде от 14 октября 1805 года, в деревне Корач числилось 10 дворов и 65 жителей. На военно-топографической карте генерал-майора Мухина 1817 года деревня Карач обозначена также с 10 дворами. После реформы волостного деления 1829 года Карач, согласно «Ведомости о казённых волостях Таврической губернии 1829 года», отнесли к Агерманской волости (переименованной из Парпачской). На карте 1836 года в деревне 10 дворов. Затем, видимо, вследствие эмиграции крымских татар в Турцию, деревня опустела и на карте 1842 года Карач обозначен условным знаком «малая деревня», то есть, менее 5 дворов.
В 1860-х годах, после земской реформы Александра II, деревню приписали к Арма-Элинской волости. Согласно «Списку населённых мест Таврической губернии по сведениям 1864 года», составленному по результатам VIII ревизии 1864 года, Карачь — владельческая татарская деревня с 7 дворами и 42 жителями при колодцах. По обследованиям профессора А. Н. Козловского начала 1860-х годов, в селении «пользуются дождевой водой, собираемой в аутах и запрудах» (Аут — небольшой пруд в степном Крыму, наполнявшийся дождевой и талой водой). На трёхверстовой карте Шуберта 1865—1876 года в деревне Карач обозначено 15 дворов. По «Памятной книге Таврической губернии 1889 года», по результатам Х ревизии 1887 года, в деревне Корач, уже Владиславской волости, числилось 20 дворов и 179 жителей.
После земской реформы 1890-х годов деревню передали в состав Петровской волости.
По «…Памятной книжке Таврической губернии на 1892 год» в безземельной деревне Карач, не входившей ни в одно сельское общество, числилось 63 жителя, домохозяйств не имеющих. На верстовой карте Крыма 1896 года в селении обозначено 14 дворов с татарским населением. По «…Памятной книжке Таврической губернии на 1902 год» в деревне Карач, входившей в Джепар-Бердынское сельское общество, числилось 95 жителей в 17 домохозяйствах. На 1914 год в селении действовало немецкое земское училище. По Статистическому справочнику Таврической губернии. Ч.II-я. Статистический очерк, выпуск пятый Феодосийский уезд, 1915 год, в деревне Карач Петровской волости Феодосийского уезда числилось 18 дворов (6 дворов с землёй, 12 — безземельные) с русским населением в количестве 53 человек приписных жителей и 54 «посторонних», из которых 59 мужчин и 48 женщин. Жители владели 653 десятинами удобной земли. В хозяйствах имелось 120 лошадей, 113 волов, 46 коров и 315 голов овец, свиней, или коз.
После установления в Крыму Советской власти, по постановлению Крымревкома, 25 декабря 1920 года был образован Керченский (степной) уезд, а, постановлением ревкома № 206 «Об изменении административных границ» от 8 января 1921 года была упразднена волостная система и село вошло в состав Петровского района Керченского уезда, а в 1922 году уезды получили название округов. 11 октября 1923 года, согласно постановлению ВЦИК, в административное деление Крымской АССР были внесены изменения, в результате которых округа были отменены, Керченский округ слили с Феодосийским, Петровский район упразднили, влив в Керченский район. Согласно Списку населённых пунктов Крымской АССР по Всесоюзной переписи 17 декабря 1926 года, в селе Карач, Узун-Аякского сельсовета Керченского района, числилось 25 дворов, все крестьянские, население составляло 109 человек, из них 57 немцев, 35 татар, 14 русских и 3 болгар. Постановлением ВЦИК «О реорганизации сети районов Крымской АССР» от 30 октября 1930 года (по другим сведениям 15 сентября 1931 года) Керченский район упразднили и село включили в состав Ленинского. Вскоре после начала Великой Отечественной войны, 18 августа 1941 года крымские немцы из села были выселены, сначала в Ставропольский край, а затем в Сибирь и северный Казахстан.
В 1944 году, после освобождения Крыма от фашистов, согласно постановлению ГКО № 5859 от 11 мая 1944 года, 18 мая крымские татары были депортированы в Среднюю Азию. С 25 июня 1946 года селение в составе Крымской области РСФСР. Указом Президиума Верховного Совета РСФСР от 18 мая 1948 года, Карач переименовали в Куйбышево. 26 апреля 1954 года Крымская область была передана из состава РСФСР в состав УССР. Время включения в Батальненский сельсовет пока не установлено: на 15 июня 1960 года село уже числилось в его составе. Исключено из учётных данных в 1963 году (согласно справочнику «Крымская область. Административно-территориальное деление на 1 января 1968 года» — в период с 1954 по 1968 год, как село Батальненского сельсовета).

### Динамика численности населения
| - 1805 год — 65 чел. - 1864 год — 42 чел. - 1889 год — 179 чел. - 1892 год — 63 чел. | - 1902 год — 95 чел. - 1915 год — 53/54 чел. - 1926 год — 109 чел. |